# Бурстейн, Сильвен
Сильвен Бурстейн (фр. Sylvain Burstein, Сильван Бурштейн; 1932 — дата смерти неизвестна) — французский шахматист.

## Биография
В 1950-х годах был одним из многообещающих молодых шахматистов Франции, однако очень быстро завершил свою шахматную карьеру. В 1950 году принял участие в международном турнире по шахматам среди юниоров в Бирмингеме, а год спустя представлял Францию на первом чемпионате мира по шахматам среди юниоров, в котором сыграл вничью с победителем турнира Бориславом Ивковым. В 1951 году в Виши дебютировал в финале чемпионата Франции по шахматам, в котором занял восьмое место. В конце 1950-х регулярно участвовал в финалах чемпионатов Франции и свой лучший результат показал в 1955 году в Тулузе, когда поделил 3-е - 4-е место. В 1952 году был второй на городском чемпионате Парижа по шахматам. В 1953/54 годах принял участие в побочном турнире традиционного новогоднего шахматного фестиваля в Гастингсе.
Представлял сборную Франции на шахматных олимпиадах, в которых участвовал два раза (1954—1956) и в индивидуальном зачете завоевал золотою (1954) медаль.
Последний известный турнир с участием Бурстейна состоялся в ноябре 1958 года в городах Израиля Хайфе и Тель-Авиве, в котором победил американский гроссмейстер Самуэль Решевский, а Бурстейн остался в нижней половине турнирной таблицы. О дальнейшей судьбе Бурстейна нет достоверных известий.